# 29 november
29 november är den 333:e dagen på året i den gregorianska kalendern (334:e under skottår). Det återstår 32 dagar av året.

## Återkommande bemärkelsedagar

### Tidigare nationaldagar
- Jugoslaviens nationaldag, Republikdagen (Dan Republike)

## Namnsdagar

### I den svenska almanackan
- Nuvarande – Sune
- Föregående i bokstavsordning
  - Saturninus – Namnet fanns, till minne av Saturninus en biskop i Toulouse på 200-talet, på dagens datum före 1901, då det utgick.
  - Sonja – Namnet infördes på dagens datum 1986, men flyttades 1993 till 15 maj, där det har funnits sedan dess.
  - Sune – Namnet infördes på dagens datum 1901 och har funnits där sedan dess.
  - Synnöve – Namnet infördes på dagens datum 1986, men utgick 2001.
- Föregående i kronologisk ordning
  - Före 1901 – Saturninus
  - 1901–1985 – Sune
  - 1986–1992 – Sune, Sonja och Synnöve
  - 1993–2000 – Sune och Synnöve
  - Från 2001 – Sune
- Källor
  - Brylla, Eva (red.). Namnlängdsboken. Gjøvik: Norstedts ordbok, 2000 ISBN 91-7227-204-X
  - af Klintberg, Bengt. Namnen i almanackan. Gjøvik: Norstedts ordbok, 2001 ISBN 91-7227-292-9

### Finlandssvenska almanackan
- Nuvarande från 1929[1] – Edgar
- I föregående revideringar[a][2]
  - inga ändringar sedan 1929

## Händelser
- 1229 – Knut Långe besegrar Erik den läspe och halte i slaget vid Olustra.
- 1268 – När påven Clemens IV avlider kommer påvestolen att stå tom i nästan tre år, vilket är en av de längsta perioderna utan påve i historien.
- 1877 – Thomas Edison visar upp fonografen.
- 1887 – USA får rättigheter till Pearl Harbor.
- 1899 – FC Barcelona bildas.
- 1913 – Fédération Internationale d'Escrime bildas.
- 1929 – Richard Byrd flyger över Sydpolen.
- 1944 – Kommunistiska partisaner under ledning av Enver Hoxha slår tillbaka tyskarna, och Albanien blir befriat från utländsk ockupation.
- 1945 – Republiken Jugoslavien bildas. Dagen firad som nationaldag till 1990-talet.
- 1947 – FN:s generalförsamling röstar för delning av Brittiska Palestinamandatet.[3]
- 1948 – Israel begär medlemskap i Förenta nationerna.
- 1967 – Australien skjuter upp sin första satellit, Wresat. Den väger 49 kg och ska mäta solstrålning.
- 1969 – Tv-programmet Tipsextra startar.
- 1970 – Isdalskvinnan hittas i Isdalen.
- 1971 – De första kvinnorna gör entré i den schweiziska Nationalrådet.
- 1974 – Terroristen Ulrike Meinhof döms till åtta års fängelse för fritagning.
- 1975
  - Bill Gates och Paul Allen ger sitt nya företag namnet Microsoft.
  - Sex personer i Formel 1-stallet Embassy Hill avlider i en flygolycka, bland annat Graham Hill.
- 1978 – Riksdagen uttalar att kollektivanslutning till ett politiskt parti strider mot grundlagens åsiktsfrihet.
- 1986 – Ingemar Stenmark vinner den alpina världscuptävlingen i slalom i Sestriere med en femtiondel före Jonas Nilsson.
- 1997 – Sverige vinner sin sjätte Davis Cup-titel i tennis.

## Födda
- 1338 – Lionel av Antwerpen, hertig av Clarence.
- 1573 – Johannes Canuti Lenaeus, svensk ärkebiskop (1647–69).
- 1670 – John Ray, engelsk botaniker.
- 1699 – Patrick Gordon, rysk general.
- 1795 – Eduard Gerhard, tysk arkeolog.
- 1797 – Gaetano Donizetti, italiensk kompositör.
- 1803
  - Gottfried Semper, arkitekt.
  - Christian Doppler, österrikisk fysiker och matematiker.
- 1813 – Franz Xaver von Miklosich, lingvist.
- 1822 – Albert von Maybach, preussisk ämbetsman.
- 1823 – La Fayette Grover, amerikansk demokratisk politiker.
- 1825 – Jean Martin Charcot, fransk läkare och neurolog.
- 1832 – Louisa May Alcott, författare.
- 1835 – Änkekejsarinnan Cixi, regerande änkekejsarinna i Kina.
- 1842 – William E. Cameron, amerikansk politiker, guvernör i Virginia (1882–86).
- 1849 – John Ambrose Fleming, brittisk elektroingenjör och fysiker.
- 1856 – Theobald von Bethmann Hollweg, tysk rikskansler och premiärminister i Preussen (1909–17).
- 1862 – Gustav von Kahr, tysk konservativ politiker.
- 1874 – Egas Moniz, portugisisk läkare och politiker, mottagare av Nobelpriset i fysiologi eller medicin (1949).
- 1881 – Julius Raab, österrikisk politiker, förbundskansler.
- 1888 – Anna Hammarén, svensk skådespelare.
- 1895 – Busby Berkeley, amerikansk filmregissör, koreograf och skådespelare.
- 1898 – C.S. Lewis, engelsk-irländsk författare.
- 1899
  - Emma Morano, var vid sin död 2017 världens äldsta levande person.
  - Andrija Artuković, kroatisk Ustaša-medlem och dömd krigsförbrytare.
- 1900 – Mildred Gillars, amerikansk radiopersonlighet.
- 1904 – Egon Eiermann, tysk arkitekt.
- 1905 – Marcel Lefebvre, fransk romersk-katolsk kyrkoman och dissident. Ärkebiskop av Dakar.
- 1910 – Gustaf Wingren, svensk teolog och professor.
- 1914 – Sune Holmqvist, svensk skådespelare, musiker och sångare.
- 1915 – Billy Strayhorn, amerikansk musiker och kompositör.
- 1916 – John Arthur Love, amerikansk republikansk politiker, guvernör i Colorado (1963–73).
- 1920 – Richard Glazar, tjeckisk överlevare från Treblinka.
- 1923 – Richard G. Shoup, amerikansk republikansk politiker, kongressledamot (1971-75).
- 1932
  - Jacques Chirac, fransk politiker, Frankrikes president (1995–2007).
  - Moltas Erikson, svensk radioprofil.
- 1933
  - John Mayall, bluesmusiker.
  - James Rosenquist, amerikansk målare.
- 1935 – Diane Ladd, amerikansk skådespelare.
- 1937 – Tom Trana, svensk rallyförare.
- 1938 – Michel Duchaussoy, fransk skådespelare.
- 1940 – Monica Stenbeck, svensk skådespelare.
- 1941 – Ronald D. Coleman, amerikansk demokratisk politiker, kongressledamot (1983–97).
- 1946 – Silvio Rodríguez, kubansk musiker.
- 1947 – Petra Kelly, tysk politiker.
- 1948 – Gunnar Nilsson, svensk racerförare.
- 1949
  - Garry Shandling, komiker.
  - Janne Knuda, skånsk gitarrist och basist i Kal P. Dal och Pedalens Pågar.
- 1951
  - Jean Schmidt, amerikansk republikansk politiker, kongressledamot.
  - Roger Troutman, amerikansk funkmusiker.
- 1954 – Joel Coen, amerikansk filmmakare.
- 1955 – Howie Mandel, kanadensisk-amerikansk skådespelare och komiker.
- 1957 – Janet Napolitano, amerikansk politiker, guvernör i Arizona (2002–09);  Minister för hemlandssäkerheten (2009–13).
- 1958 – Orup, eg. Thomas Eriksson, svensk artist.
- 1959 – Richard Borcherds, brittisk matematiker.
- 1961
  - Staffan Astner, svensk gitarrist.
  - Kim Delaney, amerikansk skådespelare.
  - Tom Sizemore, amerikansk skådespelare.
- 1964 – Don Cheadle, amerikansk skådespelare.
- 1965 – Joakim Sandgren, svensk tonsättare.
- 1969
  - Tomas Brolin, svensk fotbollsspelare, VM-brons och kopia av Svenska Dagbladets guldmedalj (1994).
  - Mariano Rivera, panamansk basebollspelare.
- 1973
  - Ryan Giggs, brittisk fotbollsspelare.
  - Fredrik Norrena, finländsk ishockeymålvakt.
- 1974 – Pavol Demitra, slovakisk ishockeyspelare.
- 1975 – Ģirts Ankipāns, lettisk ishockeyspelare.
- 1976
  - Anna Faris, amerikansk skådespelare.
  - Ehren McGhehey, amerikansk skådespelare.
- 1979 – Game (rappare), amerikansk rappare.
- 1981 – Mikko Savola, finländsk politiker.
- 1997 – Emma Ribom, svensk längdskidåkare.
- 1999 – Paulina Pancenkov, kroatisk-svensk artist.

## Avlidna
- 561 – Chlothar I, frankisk kung av Soissons 511–558, av Reims 555–558 och av Frankerriket sedan 558 (död denna dag eller 31 december).
- 1268 – Clemens IV, 73, påve sedan 1265.
- 1314 – Filip IV, 46, kung av Frankrike sedan 1285.
- 1330 – Roger Mortimer, 43, engelsk adelsman, avsatte Edvard II av England.
- 1378 – Karl IV, 62, kung av Böhmen sedan 1346 och tysk-romersk kejsare sedan 1355.
- 1530 – Thomas Wolsey, engelsk statsman och kardinal.
- 1643 – Claudio Monteverdi, 76, italiensk kompositör.
- 1646 – Laurentius Paulinus Gothus, 81, svensk ärkebiskop sedan 1637.
- 1773 – Carl Mesterton, svensk filosof och universitetslärare.
- 1780 – Maria Teresia av Österrike, 63, regent över det Habsburgska riket sedan 1740.
- 1847 – Jacob Gråberg, 71, greve af Hemse.
- 1851 – Nicolas Jean-de-Dieu Soult, 82, fransk militär.
- 1869 – Giulia Grisi, 58, italiensk operasångare.
- 1883 – William L. Greenly, 70, amerikansk demokratisk politiker, guvernör i Michigan 1847–1848.
- 1897
  - Charles Emil Hagdahl, 88, svensk läkare och kokboksförfattare.
  - Albrecht Schrauf, 59, österrikisk mineralog.
- 1898 – Hultkläppen, 64, svensk spelman.
- 1916 – Vitalis Norström, 60, svensk filosof, ledamot av Svenska Akademien.
- 1924 – Giacomo Puccini, 65, italiensk kompositör.
- 1939 – Philipp Scheidemann, 74, tysk politiker, rikskansler februari–juni 1919.
- 1941 – Zoja Kosmodemjanskaja, 18, sovjetisk partisan.
- 1962 – Erik Scavenius, 85, dansk politiker, statsminister under andra världskriget.
- 1964 – Anne de Vries, 60, nederländsk författare.
- 1967 – Levi Rickson (Jeremias i Tröstlösa), 99, svensk journalist, författare och kompositör.
- 1973 – Oswald Menghin, 85, österrikisk arkeolog och professor.
- 1975 – Graham Hill, 46, brittisk racerförare.
- 1981 – Natalie Wood, 43, amerikansk skådespelare.
- 1986 – Cary Grant, 82, amerikansk skådespelare.
- 1996 – Dan Flavin, 63, amerikansk skulptör.
- 2001 – George Harrison, 58, brittisk musiker, medlem i The Beatles.
- 2003 – Norman Burton, 79, amerikansk skådespelare.
- 2004 – John Drew Barrymore, 72, amerikansk skådespelare.
- 2007 – Roger Smith, 82, amerikansk företagsledare och tidigare styrelseordförande och verkställande direktör för General Motors.
- 2008
  - Sten Rudholm, 90, ledamot av Svenska Akademien, hovrättspresident och riksmarskalk.
  - Jørn Utzon, 90, dansk arkitekt.
- 2010 – Stephen J. Solarz, 70, amerikansk demokratisk politiker, kongressledamot 1975–1993.
- 2011
  - Guillermo O'Donnell, 75, argentinsk statsvetare.
  - Marianne Zetterström, 99, svensk journalist, författare och kåsör under signaturen Viola.
- 2012 – Klaus Schütz, 86, tysk politiker, Västberlins borgmästare 1967–1977.
- 2014
  - Pjotr Zajev, 61, rysk (sovjetisk) boxare.
  - Mark Strand, 80, kanadensisk-amerikansk poet.
  - Leif Nilsson, 71, svensk barnskådespelare (Mästerdetektiven Blomkvist lever farligt).
  - Brian Macdonald, 86, kanadensisk balettdansare och koreograf.
- 2018 – Olof Brundin, 56, svensk journalist och författare.
- 2019 – Yasuhiro Nakasone, 101, japansk politiker, Japans premiärminister.
- 2023 – Henry Kissinger, 100, amerikansk diplomat, statsvetare och politiker, mottagare av Nobels fredspris 1973.